# Тахкуна
Та́хкуна (эст. Tahkuna), ранее Та́хкона (эст. Tahkona) — деревня в волости Хийумаа уезда Хийумаа, Эстония. 
До административной реформы местных самоуправлений Эстонии 2017 года входила в состав волости Кыргесааре.

## География и описание
Расположена на берегу Балтийского моря, в северной части полуострова Тахкуна, в 11 километрах к северо-западу от уездного и волостного центра — города Кярдла. Высота над уровнем моря — 20 метров.
Полуостров Тахкуна в основном покрыт соснами, также произрастает ель. Здесь находится один из крупнейших районов произрастания тиса в Эстонии. Юо-западная часть деревни Тахкуна относится к заповеднику Тахкуна. В деревне находится самая северная географическая точка острова Хийумаа — мыс Тахкуна.
Климат умеренный. Официальный язык — эстонский. Почтовые индексы: 92211 (Кярдлаское лесничество), 92226.

## Население
По данным переписи населения 2021 года, в Тахкуна насчитывалось 6 жителей, из них 5 (83,3 %) — эстонцы.
По данным переписи населения 2011 года, в деревне проживали 2 человека (национальность неизвестна).
Численность населения деревни Тахкуна по данным переписей населения:
| Год  | 1959 | 1970 | 2000 | 2011 | 2021 |
| ---- | ---- | ---- | ---- | ---- | ---- |
| Чел. | 4    | → 4  | ↘ 2  | → 2  | ↗ 6  |

## История
Первое упоминание о Тахкуна имеется в источниках 1564 года (Takana). В 1565 году упоминаются Thakamaby и Thakama, примерно в 1600 году Tackenem, в 1798 году — Tahkona. 
В 1977–1997 годах Тахкуна официально была частью деревни Малвасте.

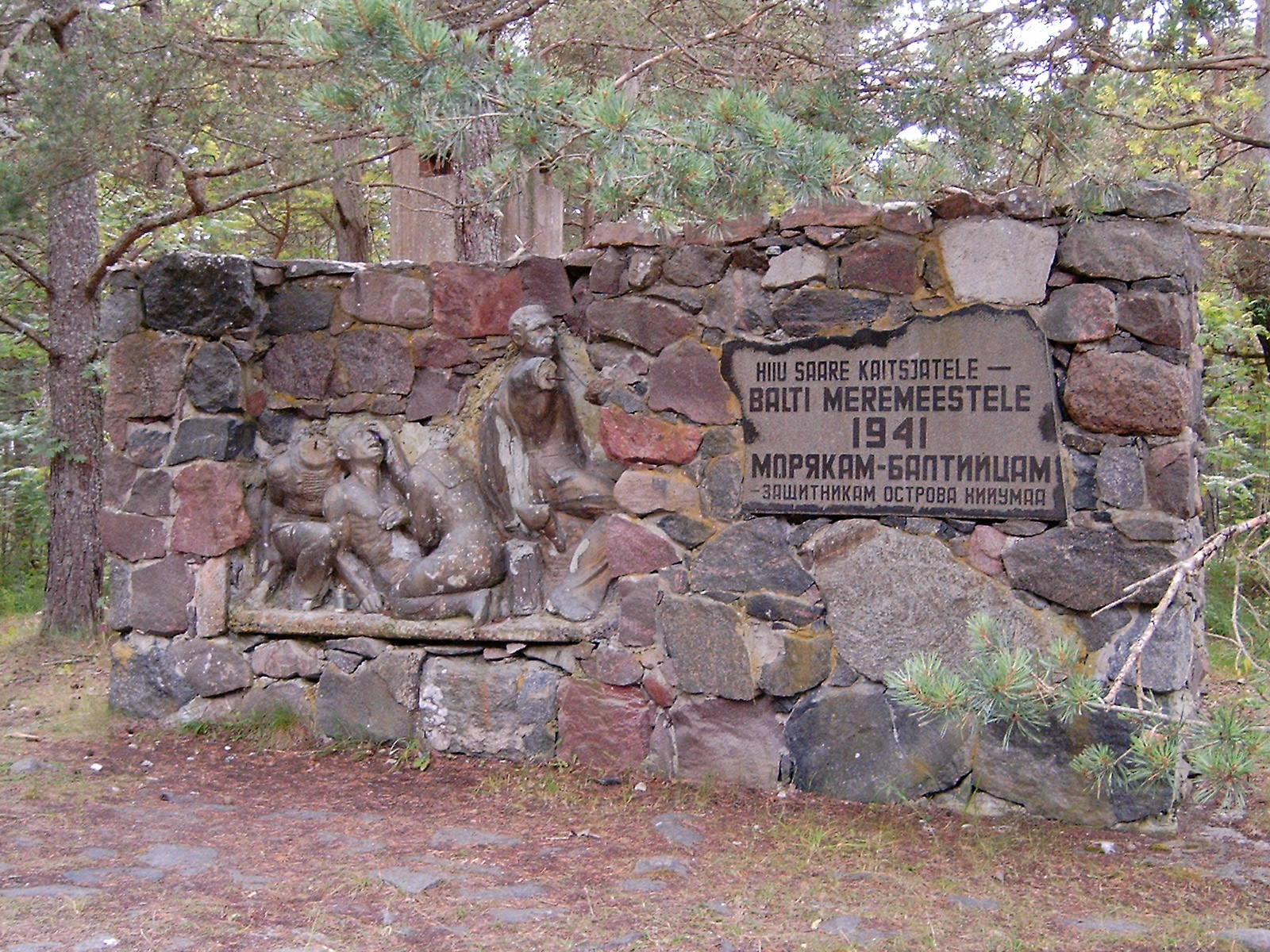
Памятник советским морякам в Тахкуна. Открыт в 1974, демонтирован в 2022 году

Во время Первой мировой войны в северной части полуострова Тахкуна были построены большая Тахкураннаская батарея береговой обороны (включая железную дорогу длиной 6 км до порта Лехтма) и меньшая Лехтмаская батарея береговой обороны (батареи № 39 и 38) Морской крепости Императора Петра Великого. При отступлении российской армии в октябре 1917 года они были взорваны. После заключения договора с Советским Союзом от 1939 года о военных базах была восстановлена батарея Тахкуна (батарея БС-26) и построена большая батарея береговой обороны Лыймасту-Кукевере (ББ-316, крупнейший военный объект на Хийумаа); они были взорваны ещё до прихода немецких войск на остров в октябре 1941 года. В настоящее время представляют интерес относительно хорошо сохранившиеся остатки батарей № 39 и ББ-316.
В 1974 году в деревне на братской могиле советских воинов, павших при обороне Хийумаа в Великую Отечественную войну, был открыт монумент. На большом памятнике была надпись «1941 Морякам-балтийцам — защитникам острова Хийумаа», на малом гранитном камне — «Светлой памятью платите тем, кто вам жизнь отстоял». Памятник был демонтирован до публикации 30 ноября 2022 года официального протокола сформированной в конце июня 2022 года рабочей группы по советским памятникам при Госканцелярии Эстонии, признавшей его «красным монументом», подлежащим удалению из общественного пространства (см. Список советских военных памятников Эстонии).
До 2021 года в деревне работала первая в Эстонии ветряная электростанция (150 кВт). На мысе Тахкуна с 1997 года стоит металлический маяк (высота 43 м). На оконечности мыса установлен памятник детям, погибшим на пароме «Эстония» в 1994 году (1995, скульптор Мати Кармин).
С 2007 года в деревне работает Военный музей Хийумаа.

## Галерея

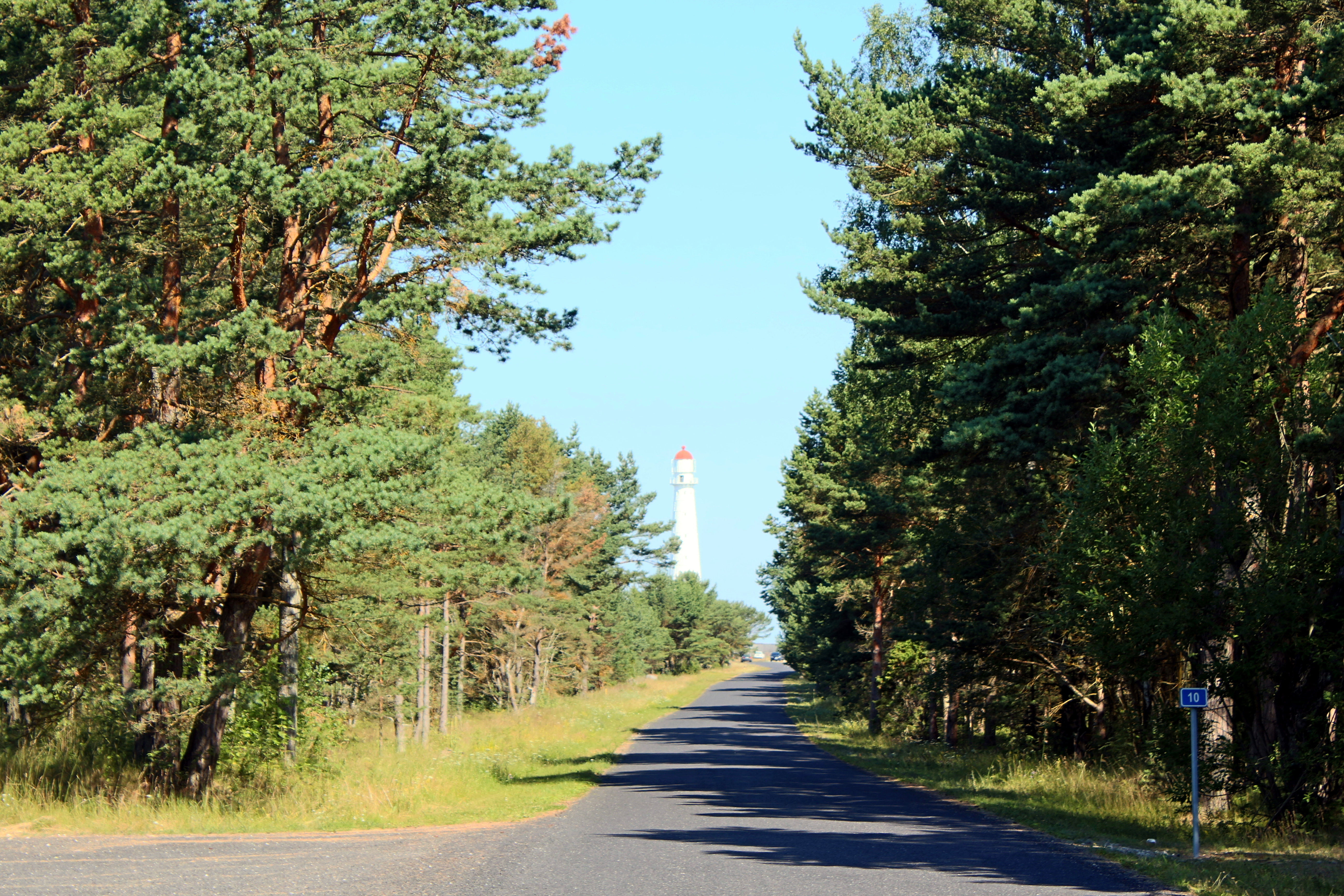
Дорога к маяку Тахкуна
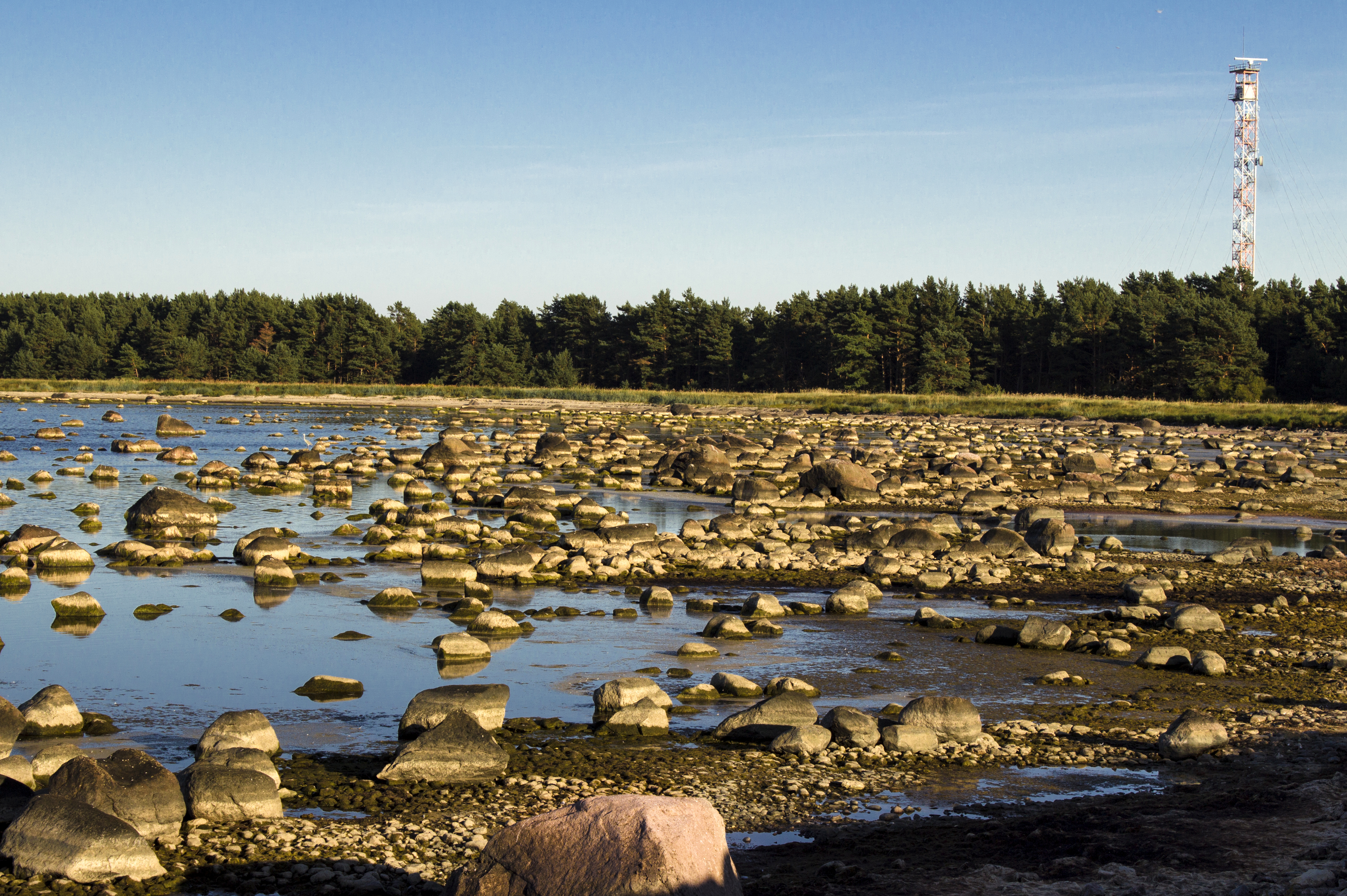
Берег моря в Тахкуна
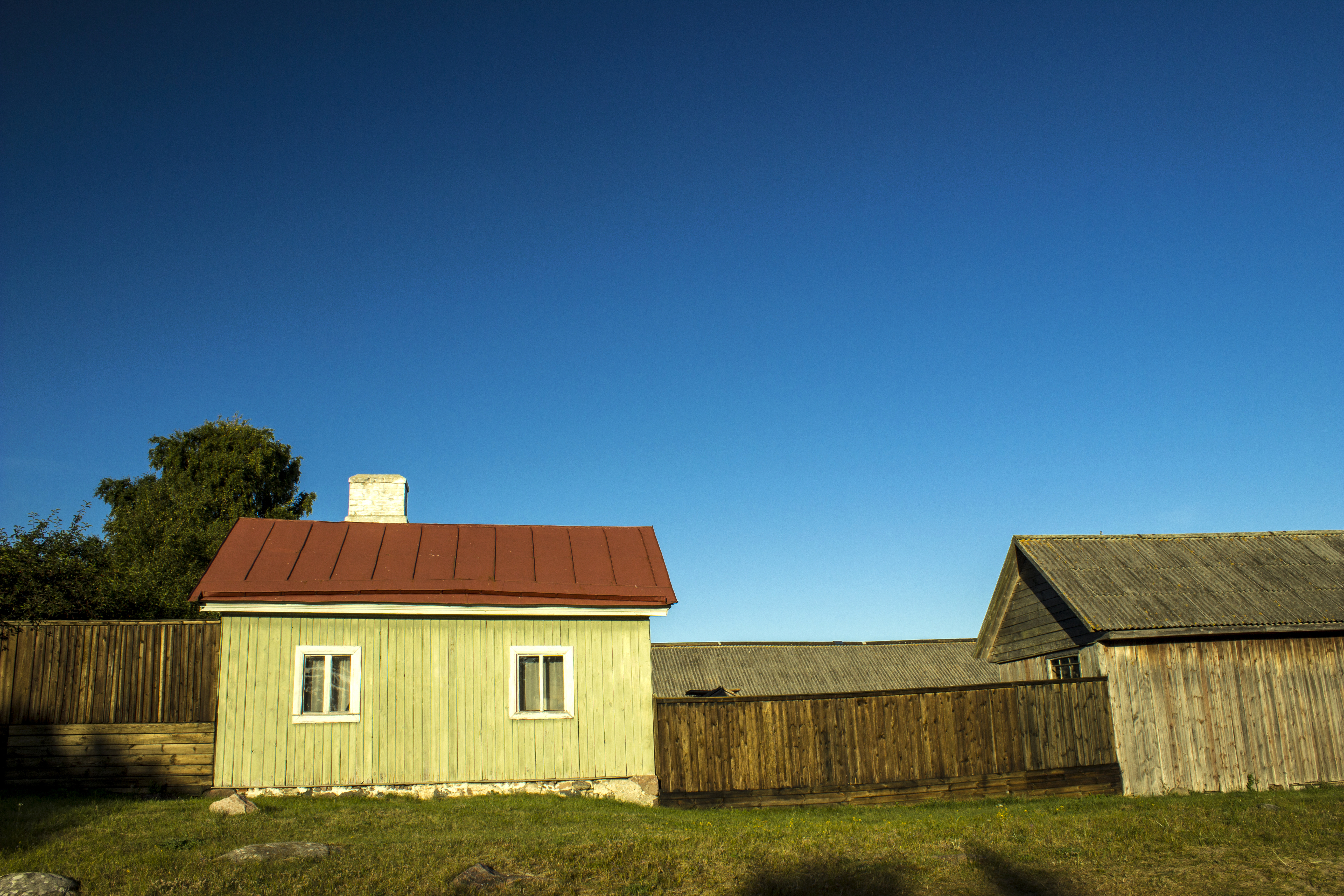
Домики в Тахкуна
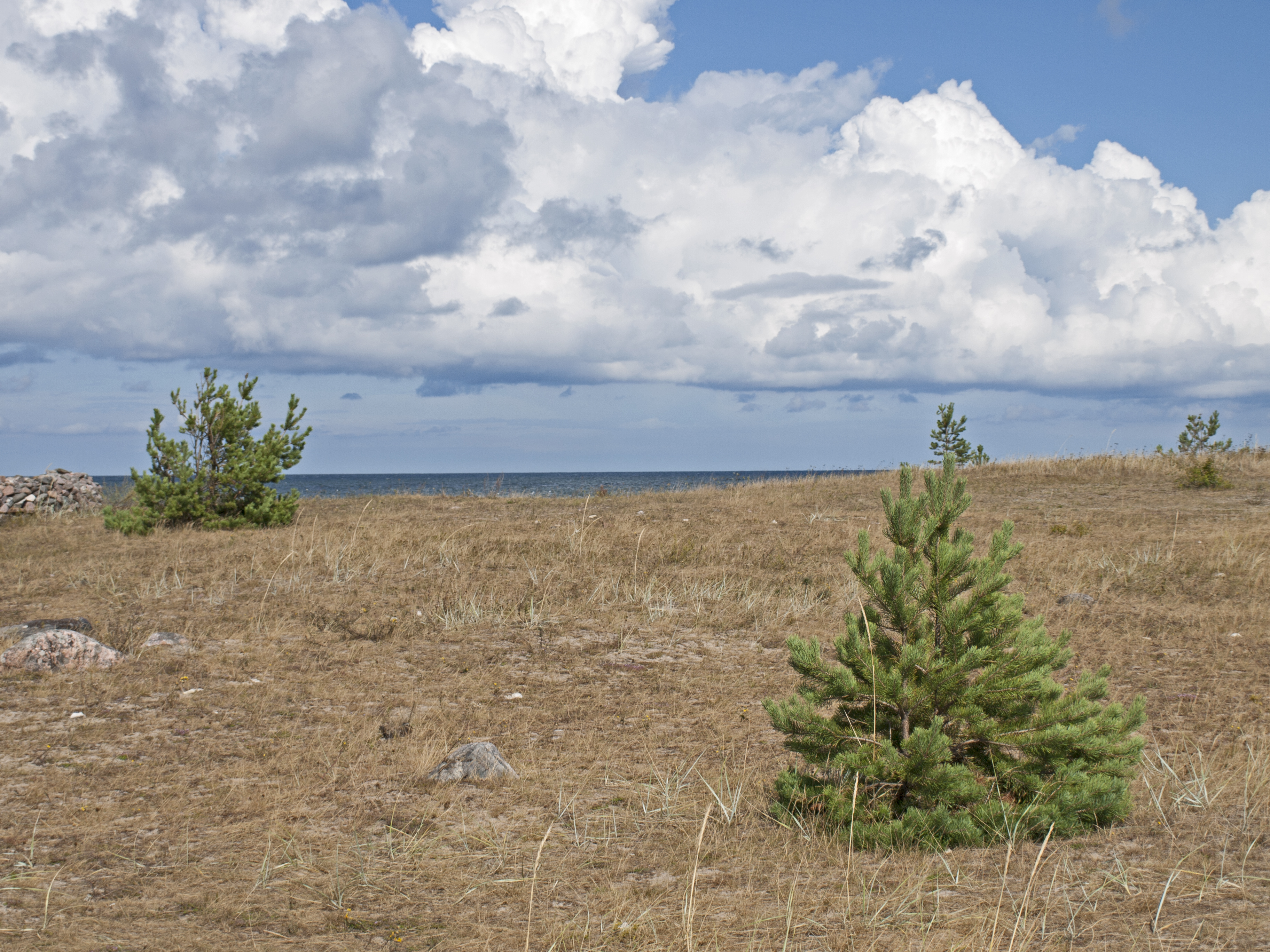
Побережье в Тахкуна
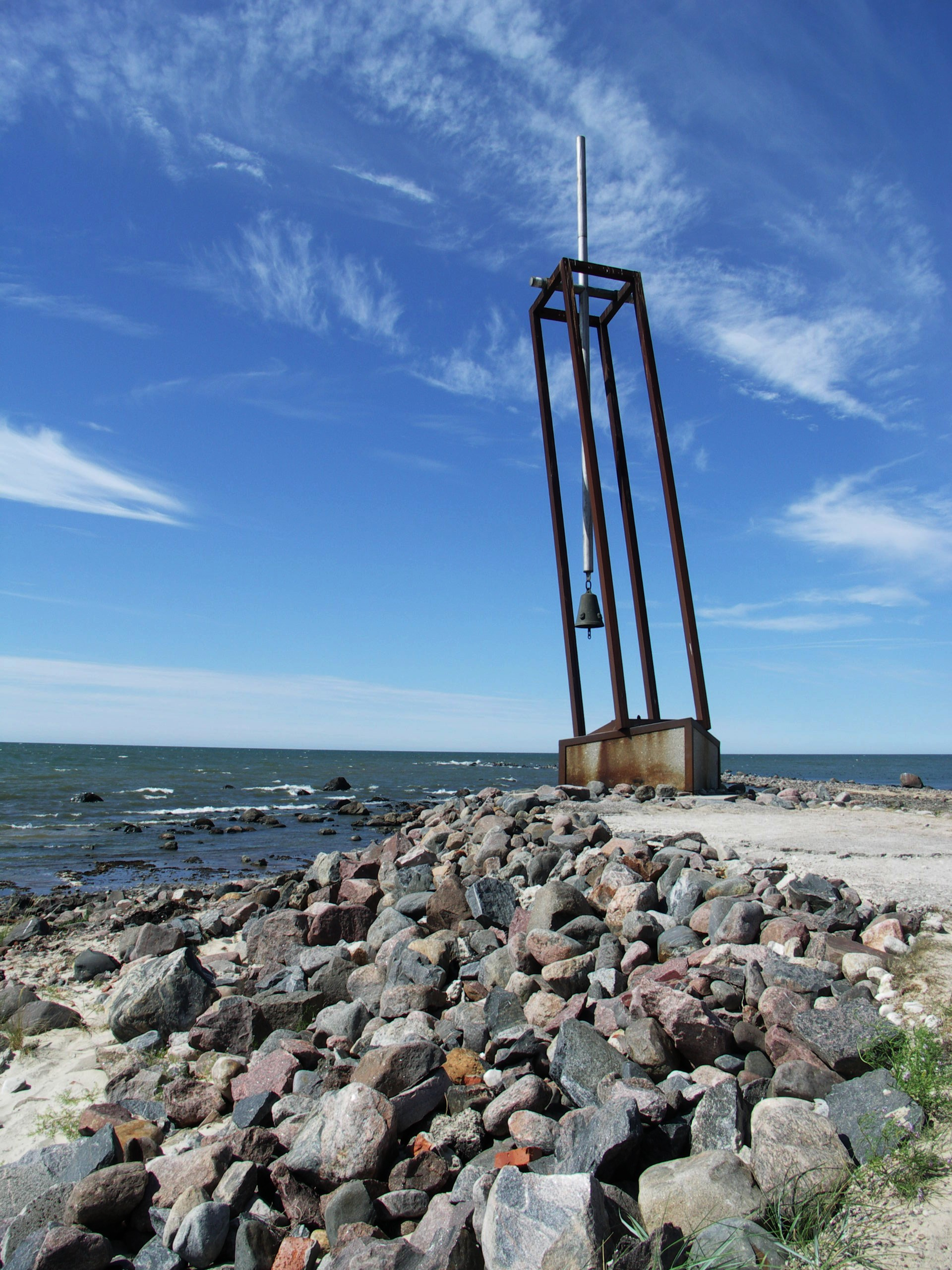
Памятник детям, погибшим на пароме «Эстония»
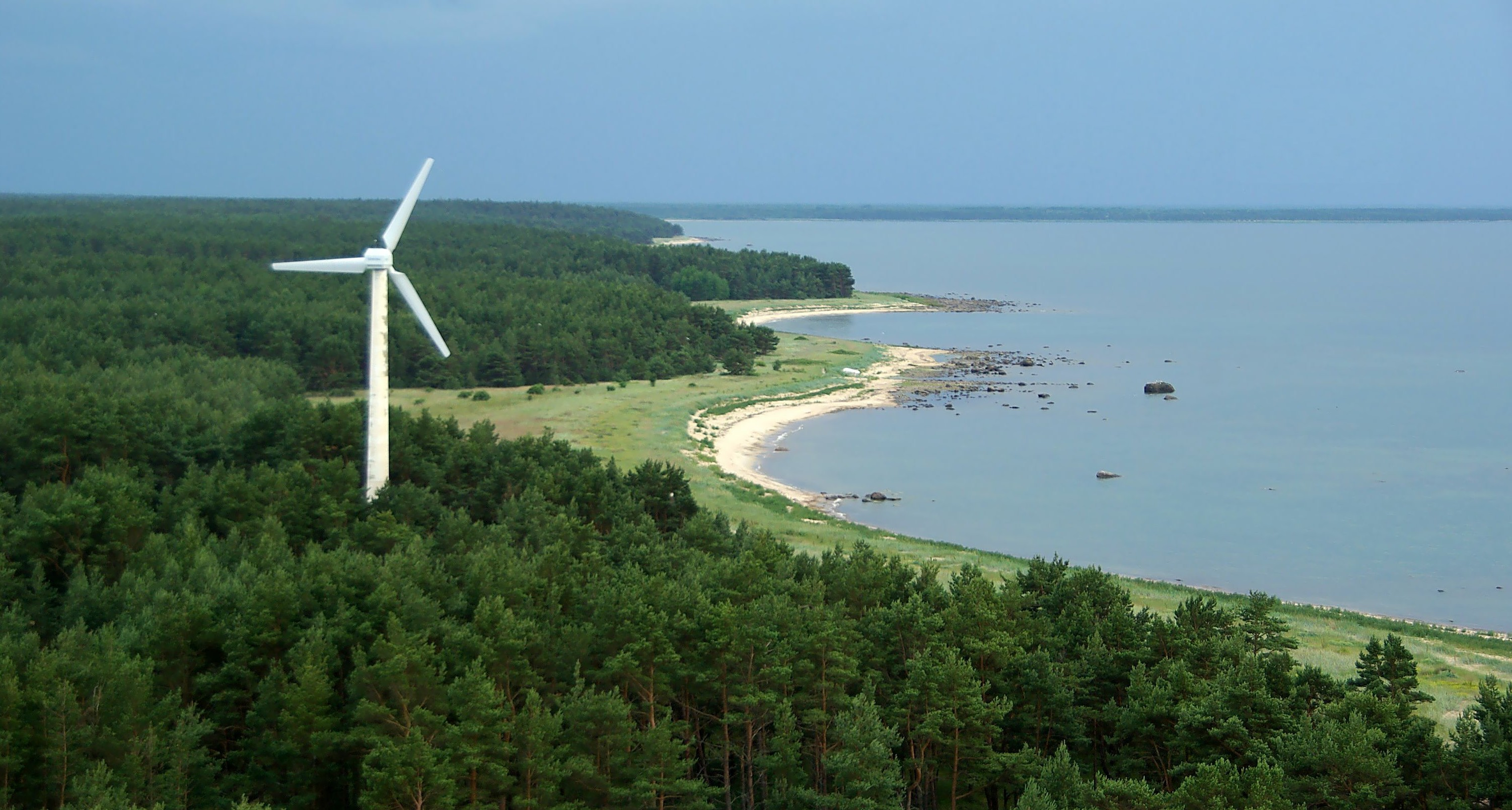
Ветряк в Тахкуна, 2014 год
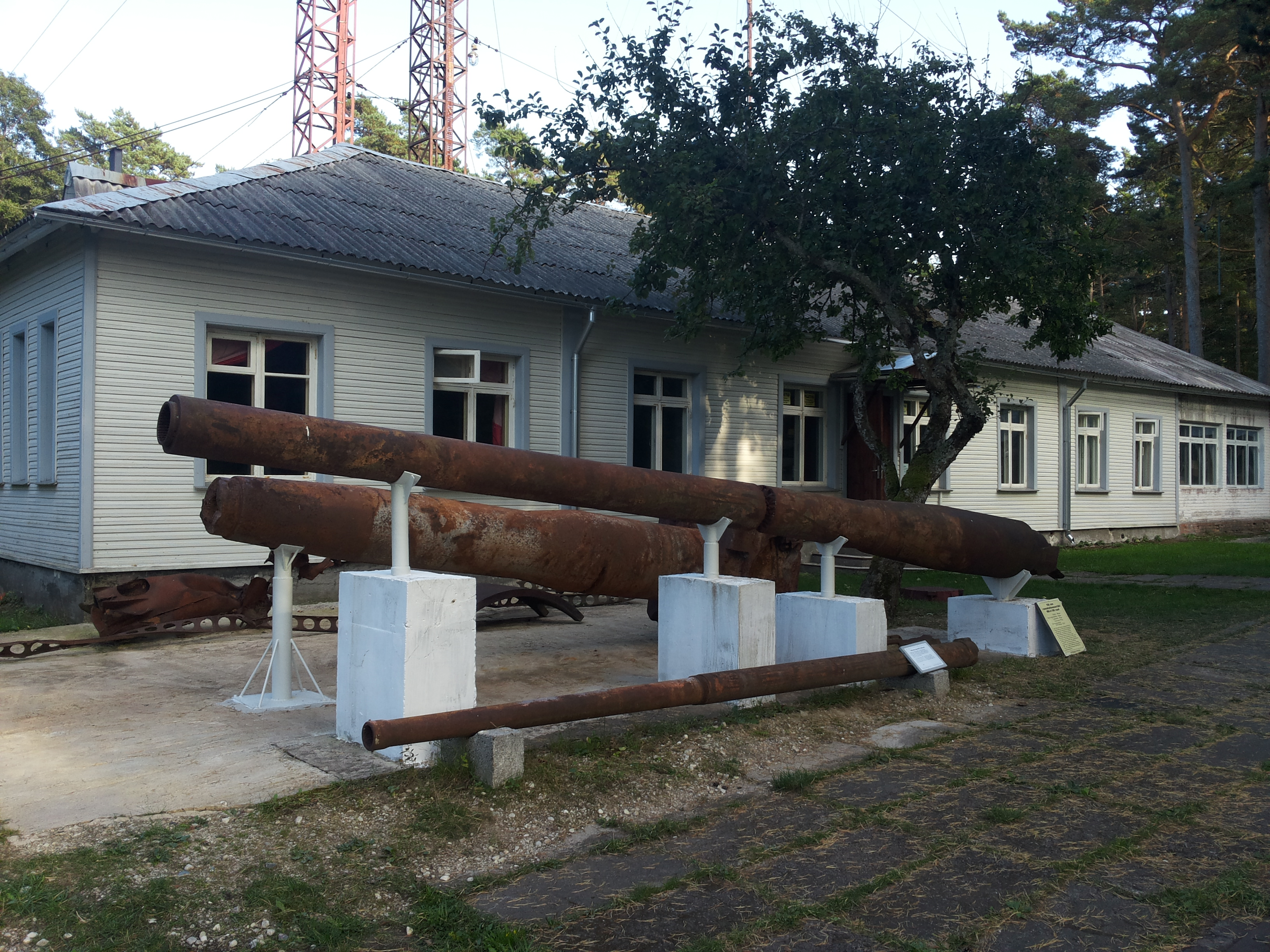
Военный музей Хийумаа
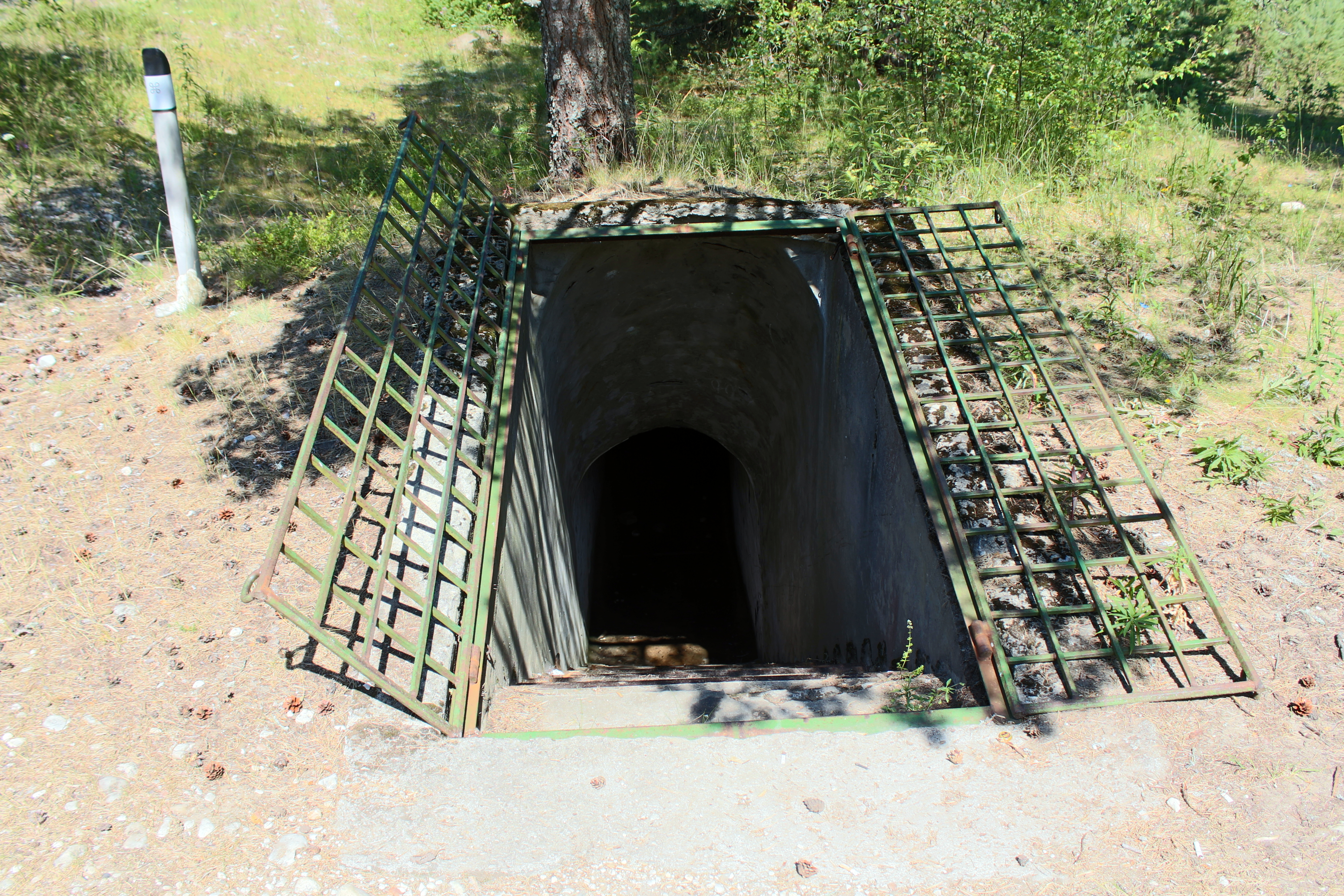
Вход в командный центр береговой батареи
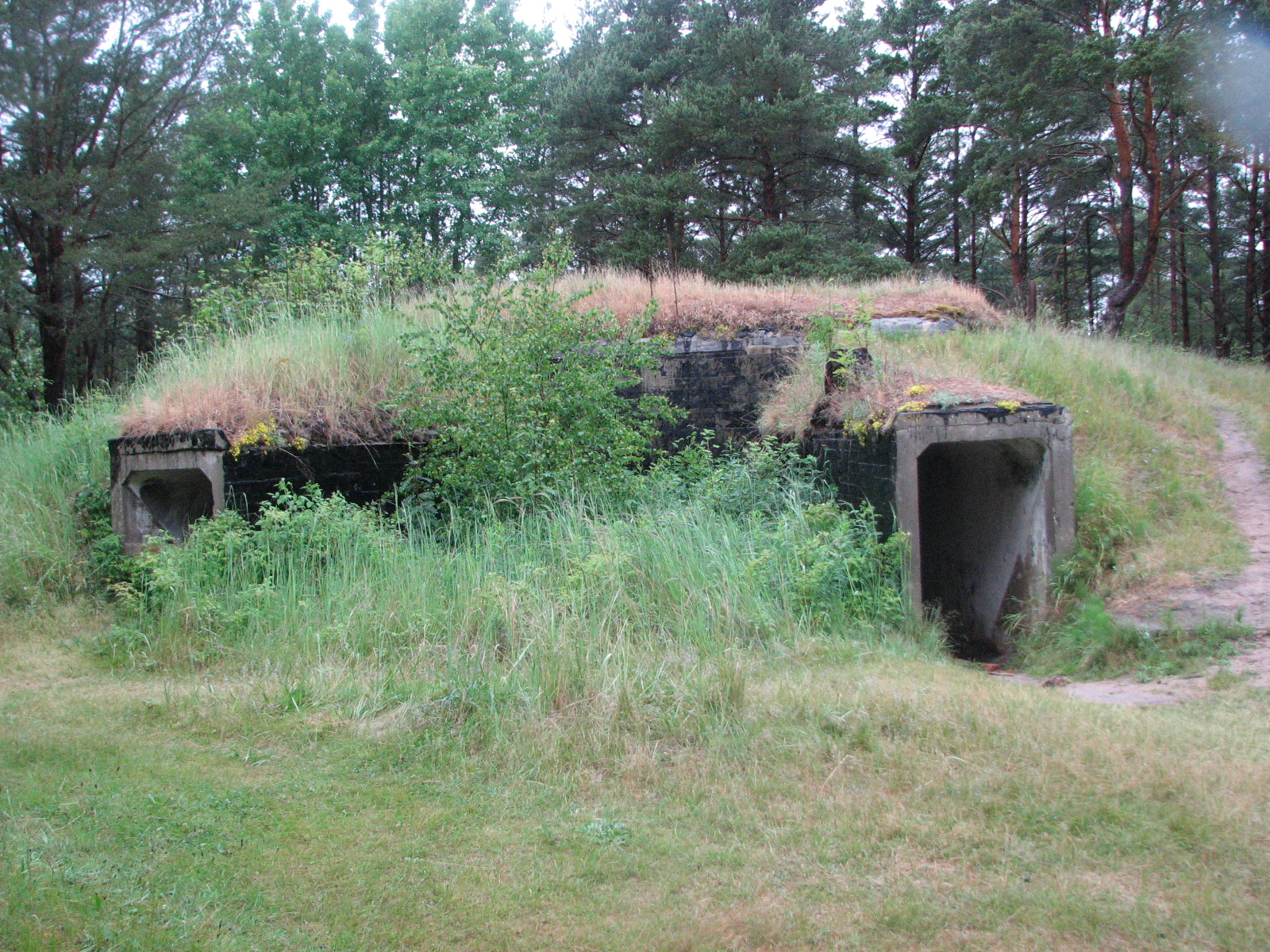
Остатки береговой батареи БС-26

## Комментарии
1. ↑  Эстонские топонимы, оканчивающиеся на -а, не склоняются и не имеют женского рода (исключение — Нарва)[7].